# Свинцово (Нижегородская область)
 Свинцово  — деревня в Шарангском районе Нижегородской области в составе Роженцовского сельсовета.

## География
Расположена на расстоянии примерно 14 км на юг по прямой от районного центра посёлка Шаранга.

## История
Деревня основана переселенцем Никонором Свинцовым из-за Яранска. Упоминается с 1891 года как починок Свинцовский (Ельников Ключ), в 1905 (Свинцов) дворов 18 и жителей 132, в 1926 (деревня Свинцово) 29 и 136, в 1950 47 и 165.

## Население
Постоянное население составляло 156 человек (русские 99 %) в 2002 году, 110 в 2010.